# Vale Inferior do Omo
Vale Inferior do Omo - (em inglês: Lower Valley of the Omo)-(em francês: Basse vallée de l'Omo)-(em castelhano: Valle bajo del Omo)-(em árabe: وادي أومو المنخفض) - é um sítio arqueológico pré-histórico reconhecido mundialmente, localizado às margens do Rio Omo perto do Lago Turkana onde ele deságua, na Região de Gému Gofa no sudoeste da Etiópia a cerca de oitocentos quilômetros da capital Adis Abeba. Na região demarcada do sítio,
ao longo de décadas de pesquisas foram encontrados fragmentos, vestígios, rochas desde a era Plioceno até a Pleistoceno (de 3,8 milhões a 11,7 mil anos atrás) da presença humanoide. As pesquisas arqueológicas que vem sendo realizadas no sítio, estão entre as mais importantes, significativas e valiosas do mundo, e vem revelando o processo evolutivo dos hominídeos e suas subespécies, como também da fauna e flora. Tais pesquisas e trabalhos arqueológicos no sítio vem desvendando a evolução do Homo Sapiens da África. Foram encontrados fósseis com mais de três milhões de anos, das espécies Australopitecos e Homo habilis.
A região que margeia o Rio Omo é habitada por diversas tribos regionais. Entre elas, destacam-se: os Karo, Mursi, Hamer, Bume, Konso, Omorate e outras.

## Patrimônio Mundial-UNESCO
Em 1980 o Comitê do Patrimônio Mundial, órgão executivo da WHC - World Heritage Convention (Convenção do Patrimônio Mundial) da UNESCO em sua quarta (4ª) sessão homologou a inscrição, declarando e incluindo o Vale Inferior do Omo na Lista do Patrimônio Mundial na Etiópia - Região África, justificando: que as evidências e vestígios pré-históricos e paleo-antropológicos encontrados no Vale Inferior do Omo vêm proporcionando, das mais significativas e importantes, descobertas, sobre a evolução social e técnica da raça humana iniciadas desde o período pré-histórico.